# 蒲察石家奴
蒲察石家奴（1099年—1162年），蒲察部人。金朝大臣，斛鲁短孙，劾里钵的外孙，太祖阿骨打女婿。

## 生平
石家奴世居按出虎水（今黑龙江省阿城一带阿什河）。自幼抚养于舅舅阿骨打家。天庆四年（1114年）年十五岁时，跟从阿骨打攻宁江州（今吉林省扶余县东南），击败辽天祚帝亲军，攻下临潢府，有功，袭为谋克。从山西护送齐国王谋良虎之丧回金上京，途经兴中府，率领猛安帮助金军破城。金太宗天会元年（1123年）十月，随完颜宗望讨张觉。天会三年（1125年）跟随完颜宗翰进攻北宋，在平定军（治今山西平定县）击败宋军数万，受到宗翰的嘉奖。天会五年（1127年）率兵辅佐完颜娄室进讨陕西，屡建战功。屯兵西京（今山西大同市），为副元帅，袭击辽西诸部族。金熙宗天眷年间，授侍中、驸马都尉，封兰陵郡王。正隆年间，降为鲁国公。在东京留守任上致仕。年六十三岁时病卒，赠郧王。

## 延伸阅读
[在维基数据编辑]
 《金史·卷120》，出自脱脱《遼史》